# بارویو (شهرستان تیلاموک، اورگن)
بارویو (به انگلیسی: Barview) یک منطقهٔ مسکونی در ایالات متحده آمریکا است که در شهرستان تیلاموک، اورگن واقع شده‌است. بارویو ۷٫۰۱ متر بالاتر از سطح دریا واقع شده‌است.